# Gertrude Wilkinson
Pour les articles homonymes, voir Wilkinson.
Gertrude Jessie Heward Wilkinson (1851 - 19 septembre 1929), également connue sous le nom de Jessie Howard, est une suffragette militante britannique. En tant que membre de la Women's Social and Political Union (WSPU), elle est emprisonnée à la prison de Winson Green à Birmingham. Elle entame une grève de la faim et elle est nourrie de force, ce qui lui vaut la Hunger Strike Medal de la WSPU. En 1913, elle devient secrétaire à la littérature de la Women's Freedom League (WFL). 

## Biographie
Gertrude Jessie Heward Bell naît en 1851 à Ickenham dans le Middlesex, fille de Jessie et Benjamin Bell. Elle épouse le 14 juin 1870 à l'âge de 18 ans l'avocat William John Wilkinson (né en 1844), à l'église St John à Hampstead. Ils ont sept enfants : Eleanor Gertrude Wilkinson (1872–) ; William D. Wilkinson (1873–); John H. Wilkinson (1875–); Ethel Mary Wilkinson (1876–); Martin Blakeston Wilkinson (1877-1974); Geoffrey Andrew Wilkinson (1882–) et Leonard Garth Wilkinson (1883–1948).

## Militantisme

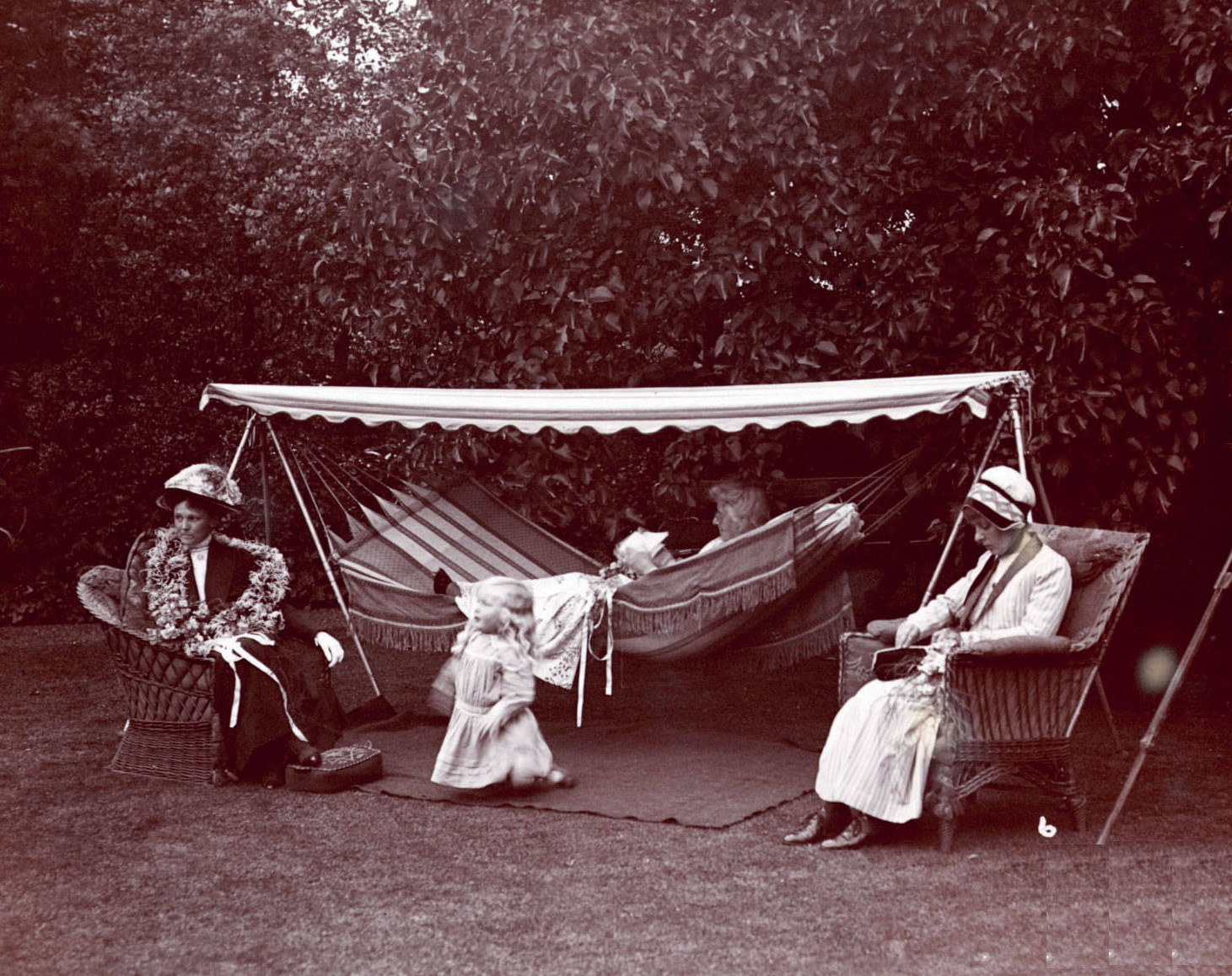
De gauche à droite : Edith Marian Begbie, Paul, trois ans, le fils de Rose Lamartine Yates, Gertrude Wilkinson et Florence Macfarlane.

Au cours de sa carrière militante pour le droit de vote des femmes, elle utilise parfois le pseudonyme de Jessie Howard,. En 1909, elle est photographiée à la campagne à Whitstable avec Rose Lamartine Yates et une dénommée Miss Barry,. Yates possède une maison de vacances à proximité à Seasalter et Wilkinson reste à proximité. Les deux suffragettes sont en vacances mais militent toujours pour le suffrage féminin. 
En 1912, elle est emprisonnée et entame une grève de la faim au cours de laquelle elle est alimentée de force. Pour cela elle reçoit la Hunger Strike Medal de la WSPU le 4 mars 1912,. Pour maintenir leur moral en prison, les femmes sont obligées de faire leur propre divertissement. Certaines, comme Emmeline Pethick-Lawrence, racontent des histoires ; plus tard Emmeline Pankhurst se remémore les débuts de la WSPU. Le 10 juin 1912, les trois grands-mères emprisonnées - Gertrude Wilkinson, Janet Boyd et Mary Ann Aldham chantent ensemble. À une autre occasion, certaines des femmes interprètent une scène du Marchand de Venise avec Evaline Hilda Burkitt dans le rôle de Shylock et le rôle de Narissa joué par Doreen Allen. Tout en étant membre de la branche de Sheffield de la WSPU, Wilkinson devient en 1913 secrétaire à la littérature de la Women's Freedom League (WFL). 
Gertrude Wilkinson est représentée sur une photo de groupe des suffragettes. Edith Marian Begbie est à gauche avec Wilkinson au centre et Florence Macfarlane à droite. L'enfant agenouillé devant le hamac est Paul Lamartine Yates, trois ans, le fils de Rose Lamartine Yates, secrétaire à l'organisation et trésorière de la branche de Wimbledon de la WSPU et chez qui la photo est prise vers 1912, à Dorset Hall à Merton Park. 
Gertrude Wilkinson vit au 29 Oakley Square à Camden Town. Elle meurt le 19 septembre 1929 au 6 Osnaburgh Terrace à Euston, laissant 974 £9 s10 d dans son testament.